# Ballo del Morris
Il ballo del Morris o Morris dance è un ballo popolare inglese.
È basato su passi ritmati e nell'esecuzione di figure coreografiche da gruppi di ballerini. Implementa delle sorte di bastoni, spade, pipe e fazzoletti che vengono maneggiati dai danzatori.
Ci sono menzioni al riguardo del Ballo di Morris che risalgono a prima del 1448, benché danze con nomi simili e caratteristiche simili siano menzionate nei documenti rinascimentali in Francia, Italia e Spagna.

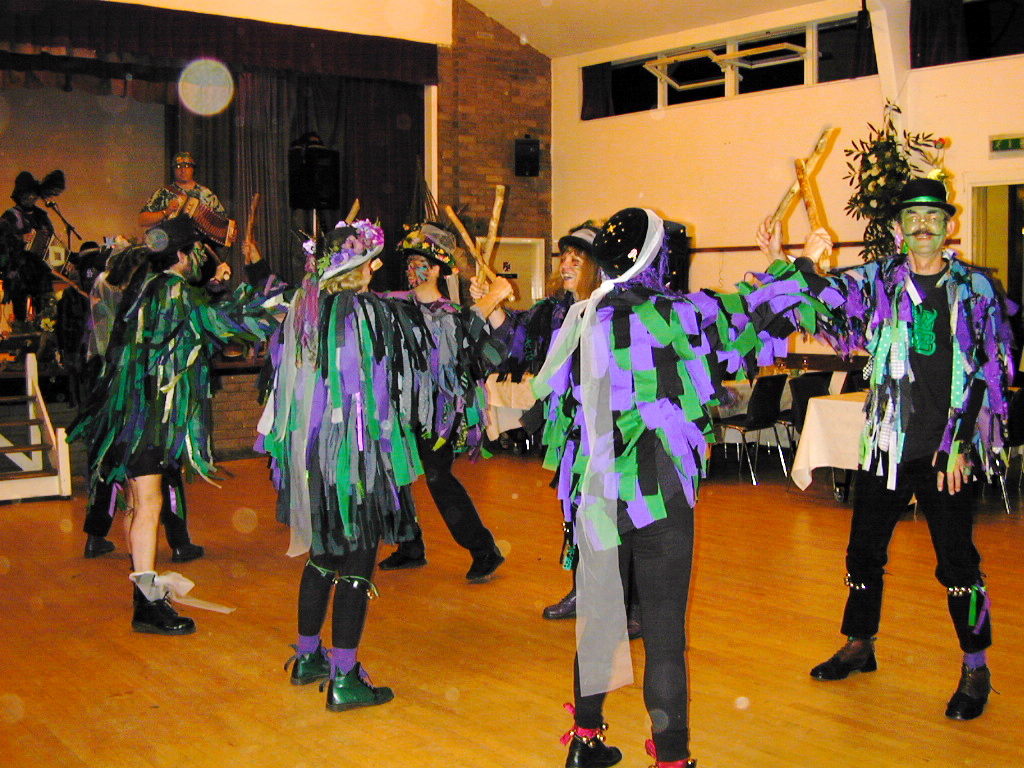
Danza morris

Le origini del termine sono incerte, ma una delle teorie più accettate è che il termine derivi da "moorish dance" e "Danza Moresca" (in Spagna), che infine diventa Morris Dance.
Un'altra, forse più semplice, spiegazione è che "Morris" proviene dal 
latino "Mores" che significa costumi.

## Stili
Sei sono attualmente gli stili differenti di Morris:
- Cotswold
- North West
- Border
- Longsword dancing
- Rapper
- Molly Dancing